# Shulgareh
Shulgareh é uma cidade do Afeganistão, localizada na província de Bactro.